# Atelier de sculpture-marbrerie Boirlaud
L'ancien atelier de sculpture-marbrerie Boirlaud est un ancien bâtiment de marbrier, situé à Limoges, dans le département de la Haute-Vienne, en région Nouvelle-Aquitaine. Il se situe 11, rue de la Fonderie, dans le quartier Carnot-Marceau, à proximité de la gare de Limoges-Montjovis et du théâtre de l'Union.

## Histoire
L'Atelier de sculpture-marbrerie Boirlaud a été imaginé et conçu en 1924 par le sculpteur Léonce Boirlaud, auteur entre autres de la façade du théâtre de Montluçon et du cirque-théâtre de Limoges. Le décor sculpté de la façade a été réalisé avec l'aide de l'architecte Omer-Lucien Treich, connu pour de nombreuses réalisations à Limoges,, notamment l'immeuble coopératif de l'Étoile.
L'atelier est désaffecté en 1986 ; seule subsiste la façade ornée qui masque un espace de stationnement. L'atelier est inscrit au titre des monuments historiques depuis le 27 mai 1991. Il est aussi labellisé « Patrimoine du XXe siècle ».

## Bâtiment
La façade de l'atelier possède un fronton en pierre de taille sculpté, exécuté par Léonce Boirlaud. Le tympan est orné de feuillages sculptés de style baroque encadrant une tête de femme. Les trois baies sont surmontées d'une inscription déclinée : « Pierres », « Sculpture et marbrerie », « Granits ». Le portail est surmonté de la mention « André Boirlaud ».

## En savoir plus